# Imbros (ilha)
Imbros( em língua grega ou  Gökçeada  em turco ) é uma ilha no mar Egeu, na costa da Trácia, próxima de Samotrácia e de Lemnos. Pertence à Turquia e está incluída a Província de Çanakkale, tendo sido parte da Grécia Antiga sob o nome de Iμβρος (Imbros).
Pertence à rede das Cidades Cittaslow.

## Área e população
Tem um perímetro de 45 km, é montanhosa e florestada, com uma altitude máxima de 562 metros (Ayon Ilias), com vales férteis e um rio principal que antigamente era conhecido como o Ilissos. A antiga capital, Imbros, estava no norte da ilha (depois passou a chamar-se Kastro, em turco Kaleköy), mas hoje está perto da costa sudeste e o seu nome turco alternativo é İmroz. A população é de cerca de 9 000 habitantes, quase todos turcos (só 3% são gregos), e a área é de 280 km². As actividades principais são a pesca e o turismo.